# 卫塞节
衛塞節（梵語： vaiśākha），或作威瑟節、比薩寶蕉節（ពិធីបុណ្យវិសាខបូជា, វិសាខបូជា），是南傳佛教傳統紀念佛教創始人釋迦牟尼佛誕生、成道、入滅（涅槃）的節日，北傳佛教稱為佛顯日。在南傳佛教盛行東南亞和南亞國家如斯里蘭卡、尼泊爾、泰國、柬埔寨、緬甸、新加坡、馬來西亞、印度尼西亞，孟加拉国等國的佛教信眾，均在這一年一度的重要節日中舉行盛大的慶典活動。
衛塞（Vesak）是斯里蘭卡僧伽羅語，源於巴利語「vesākha」，它是古代印度陰曆的一個月份名稱，大約為陽曆之四、五月。衛塞節的日期，每年根據曆法而定，是在新曆五月的月圓之日（通常是舊曆四月十五日）。當月「月圓」日為佛陀紀念日，象徵佛陀德智圓滿、福慧具足、證悟清淨、平等、光明的境界。將這天（或數天）列作公眾假期的包括斯里蘭卡、馬來西亞、緬甸、柬埔寨、泰國、新加坡等國。鑒於衛塞節已獲得聯合國承認，因此國際的正式名稱是「聯合國衛塞節」（United Nations Day of Vesak）。
北傳佛教的佛誕日一般定為四月初八日，但稱農曆四月十五日為佛顯日或佛吉祥日，認為佛出生七日，母親摩耶夫人過世，升上忉利天，於是佛大放光明，祝福母親，而天龍八部皆奔來朝拜、緬懷摩耶夫人，故此日屬於佛誕的餘緒，通常與佛誕合併紀念，而不獨立慶祝。佛滅日（涅槃日）和佛誕日為同一日，是四月八日。

## 歷史

### 衛塞節訂立
衛塞節其實是於同一日紀念釋迦牟尼佛（佛陀）誕生、成道、湼槃。據記載，佛陀在5月的一個月圓之日出生；35年後又在5月的某月圓之日，於菩提樹下悟道；後來他湼槃那天，巧的也是5月的月圓之日。三者雖非同一天，卻全都在5月份，且有月圓之最大共同特點。於是，後世的佛教徒，便訂下在每年5月的第一個月圓日，慶祝衛塞節。

### 成為國際節日

#### 1950年推動
在1950年，國際佛教團體世界佛教徒联谊会（World Fellowship of Buddhists, W.F.B.）在斯里蘭卡的首屆會議中，通過了慶祝衛塞節的決定，並「……請求各國政府領袖，為其國內多數或少數的佛教徒的存在，作出行動將五月的月圓之日定作公眾假期，以紀念佛陀－祂是世上其中一位被譽為令全人類受裨益良多的人。」當然，衛塞節（或內容相類似的節日）的傳統實際上已經存在了多個世紀。

#### 聯合國承認
在1999年的第54屆聯合國大會上，由十六國代表共同簽署的信件中，請求了對「衛塞節的國際認同」。信中指出：「佛陀的教導，和祂的慈悲、和平、善良的信息感動了世界上千千萬萬的人。」「世界上無數的人跟隨佛陀的教導，而且在衛塞節紀念佛陀的誕生、成道、離世。」
同年，希臘、挪威、土耳其、美國等國亦加入倡議行列。1999年12月，在聯合國的通訊發表中，表示有關衛塞節的倡議草案在沒有投票的情況下被採用。 （页面存档备份，存于）

## 衛塞節各地名稱
- 南亞語言（印度、孟加拉、尼泊爾、斯里蘭卡）名稱：
  - 阿薩姆語/孟加拉语：Buddho Purnima（বুদ্ধ পূর্ণিমা）
  - 印地語：Buddha Pūrṇimā（बुद्ध पूर्णिमा）、Buddha Jayantī（बुद्ध जयन्ती） 、Vaisākh Pūrṇimā（वैशाख पूर्णिमा）
  - 康納達語：Buddha Pournami（ಬುದ್ಧ ಪೌರ್ಣಮಿ）
  - 馬拉地語：Buddha Pornima（बुद्ध पोर्णिमा）
  - 僧伽羅語：Vesak（වෙසක්）
  - 泰米爾語：VicākaTiṉam（விசாக தினம்）
  - 泰盧固語：Buddha Pournami （బుద్ధ పౌర్ణమి）/ Vaisakha Pournami（వైశాఖ పౌర్ణమి）
  - 尼瓦爾語：Swānyā Punhi（स्वांया पुन्हि）
  - 尼泊爾語：Buddha Purnima（बुद्ध पुर्णिमा）/ Buddha Jayanti（बुद्ध जयन्ति）
  - 宗喀語：Dhüchen Nga Zom（སྟོན་པའི་དུས་ཆེན་༥ འཛོམས་）
  - 藏語：THL: Sa Ga Dawa（ས་ག་ཟླ་བ།）
- 泰國：“Visakha Bucha（วิสาขบูชา）”
- 寮國：“Vixakha Bouxa（ຊາສາຂະບູຊາ）”
- 柬埔寨：比萨宝蕉节 “Visak Bochea（វិសាខបូជា）”
- 緬甸：“Ka-sone（ကဆုန်လပြည့်ဗုဒ္ဓနေ့ ）”
- 馬來西亞（馬來語）：“Hari Wesak（هاريويسق）”
- 印度尼西亞（印尼語）：“Hari Raya Waisak”。
- 蒙古：“Бурхан Багшийн Их Дүйцэн Өдөр”。

## 各國的衛塞節
Vesak在印度古代梵文的意思，正就是「月圓」解也。

### 泰國

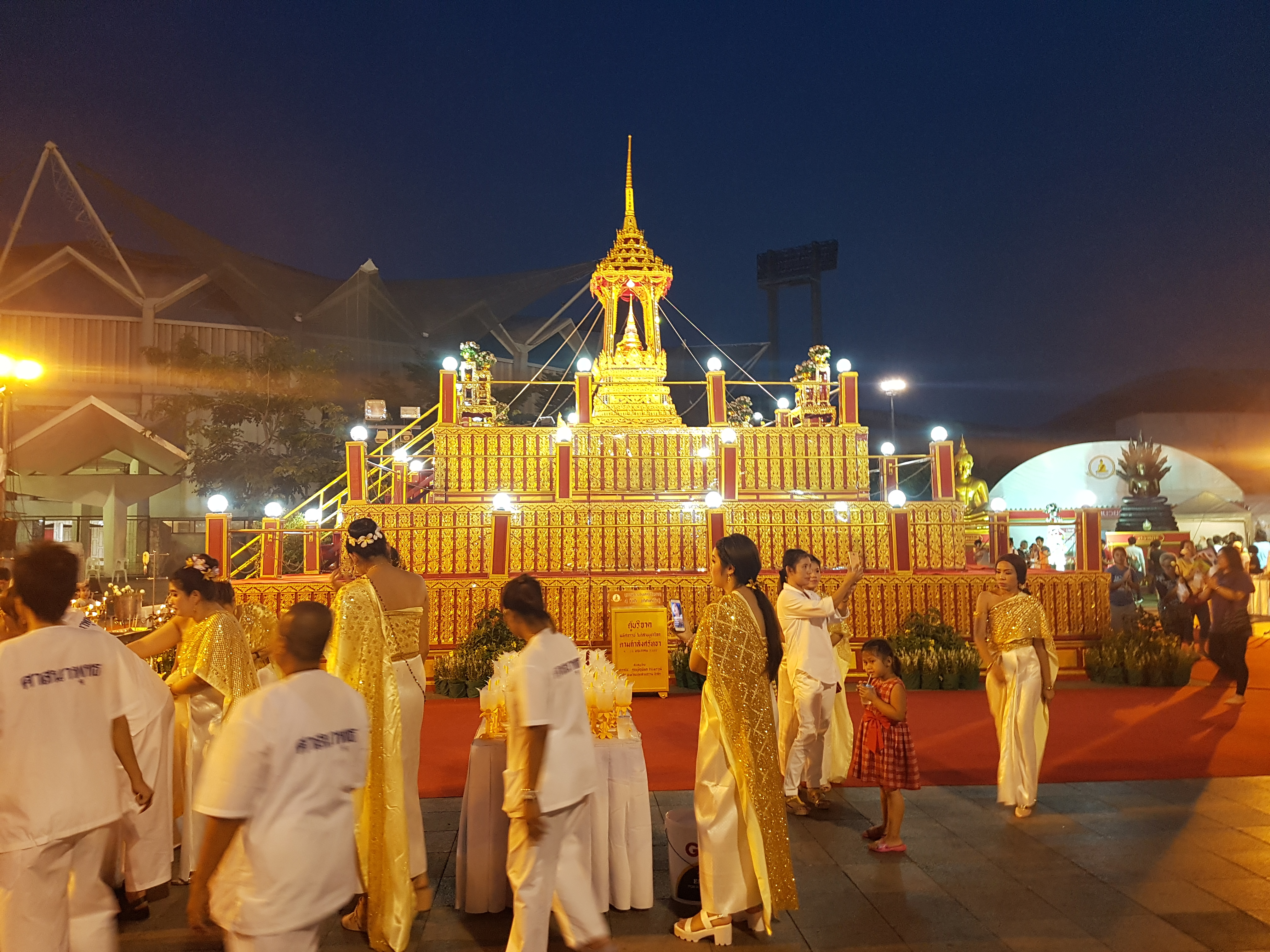
2017年泰国曼谷华马克室内体育馆的卫塞节

泰國佛誕日採用佛曆（即公元543年佛陀入灭為佛曆元年）計算，故每年以公元紀年的日期會隨著佛曆而調整。佛教信徒會在佛寺誦經，奉獻和祈禱。
2006年5月7日至10日，泰國曼谷舉辦了聯合國衛塞節的慶祝活動。在慶祝衛塞節之際，也是泰國國王拉瑪九世（普密蓬）登基六十週年，因此成為了雙重慶典。
由40多國佛教代表參與的國際佛教會議、唱頌祈禱儀式和點燭活動，於佛統府大佛城（Buddhamonthon）及聯合國會議中心召開。時聯合國秘书长科菲·安南為慶典送上了祝賀。
衞塞節（Visakha Bucha Day）是泰國一年一度紀念釋迦牟尼佛祖誕生、悟道及涅槃的日子。泰國第十世王拉瑪十世（瓦集拉隆功）自2016年（佛曆2559年）10月13日繼位後，2017年5月10日首次以國王身分駕臨玉佛寺主持膜拜玉佛典禮，並由高僧引領誦經，透過實況轉播引領全國佛教善信誦讀弘揚佛法僧三寶佛經後，第十世王手持香燭圍繞玉佛寺大雄寶殿繞行誦經三圈，即傳統巡燭禮。

### 马来西亚

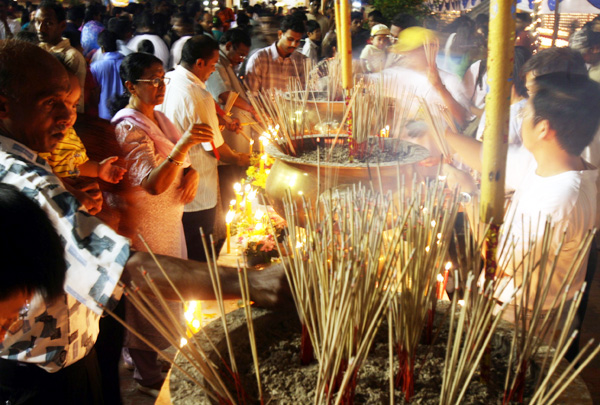
馬來西亞吉隆坡十五碑錫蘭佛寺（Maha Vihara）的卫塞节

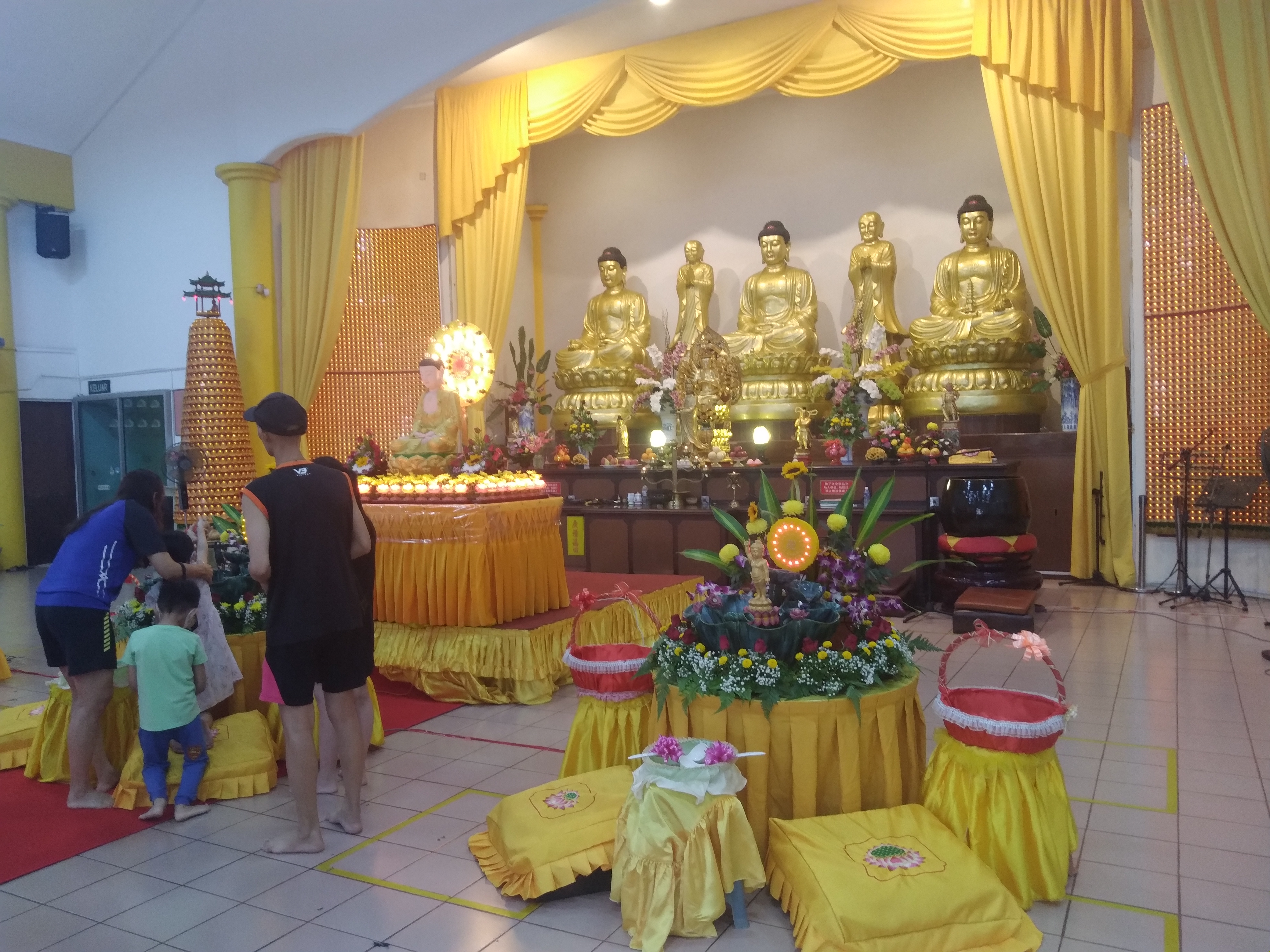
馬來西亞砂拉越州古晉市慈雲佛教正信會衛塞節

卫塞节是马来西亚佛教节日之中最重大的日子，卫塞节在马来西亚也是公共节日，这一天列为全国公共假期是当年大马佛教徒争取的成果。  以本日为假期也代表国家尊重各族人民的信仰自由，是佛教在马来西亚自由传播的一种表现。 

#### 馬六甲
马来西亚马六甲释迦院会在卫塞节前夕（前一天晚上）或当天晚上在释迦院大门口前举办一年一度大型花车游行，行路线从释迦院（雅加美浪）开始，路经雅加美浪、敦霹雳路、敦阿里路（顺成大厦）、敦穆达西路、敦斯里拉让、新路、拉沙玛纳路、敦陈禎禄路及东街纳路，最后返回释迦院（路线随时更改）。
此外，在卫塞节当天，释迦院举办了一系列仪式，包括了功德回向予所有往生会员、赞助人及捐献者的卫塞节颂赞仪式。还有眾善信供养法师仪式，法师將从该院开始，途经雅加美浪、王金辉路及东街纳路，再返回释迦院，一路上將有善信供奉法师。晚上该院將將有抬佛舍利子及持蜡烛环绕佛庙游行，並在舍利塔处举行卫塞节颂经仪式。

### 新加坡
衛塞節於1955年被訂定為新加坡的國定假期，取代了原本的聖靈降臨節翌日（Whit Monday）。
早期衛塞節幾屬錫蘭移民的慶典日，新加坡日治時期結束後，由佛教協會領導請願，衛塞節才成為國定假日。

### 印度尼西亞

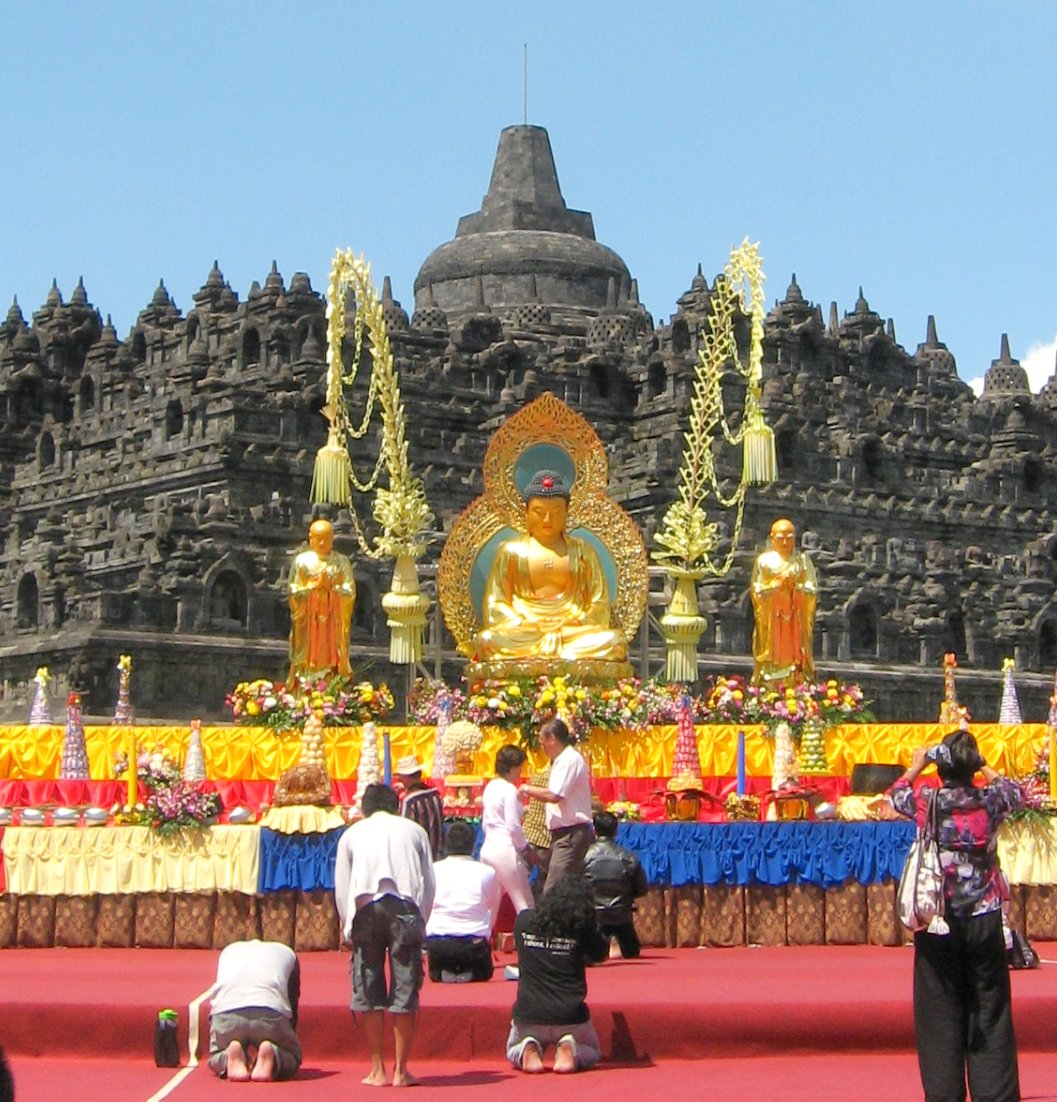
婆羅浮屠前的衛塞節慶祝儀式

衛塞節於1983年以來成為印度尼西亞的國定假日，衛塞節當日，在婆羅浮屠有盛大的佛誕慶祝儀式。

### 
卫塞节是孟加拉国佛教徒的最重要的節日。

##### 吉大港
吉大港的佛教徒視衛塞節為重要節日。

### 緬甸
卫塞节为缅甸的国定假日。

### 柬埔寨
衛塞節為柬埔寨的國定假日，衛塞節慶祝活動包括奉獻給僧侶及禮佛誦經。

### 
寮國衛塞節的慶祝活動包括舞蹈，遊行，冥想和木偶戲演出。

### 中華民國
由於中国人傳說中的衛塞節，訂在農曆的四月十五日，是釋迦牟尼佛的母親摩耶夫人升天的日子。夫人於釋迦牟尼出生第七日升天，釋迦牟尼顯化無限光明，祝福母親，眾天神都來朝拜，在臺灣尊稱為佛顯日，因釋迦牟尼佛在四月十五日為母親祈求冥福，且也與新曆的母親節接近，故各大佛教團體，如佛光山、法鼓山等都有舉辦紀念母親的活動。

### 中华人民共和国
1990年5月，中國佛教協會會長趙樸初將農曆四月十五日定為「佛吉祥日」。

## 衛塞節日期
基本上，衛塞節是以落在陽曆5月份的第一個月圓之日（望日），所以每年的對應西曆日子都稍有不同（一般而言在農曆四月十五左右）。有些國家，用佛教獨有的曆法來計算日子，會有差異。例如在2007年，馬來西亞的衛塞節訂於5月1日（農曆三月十五），而新加坡則將其訂於5月31日（農曆四月十五）。
- 2006年5月12日
- 2007年5月1日或31日
- 2008年5月18日
- 2009年5月9日
- 2010年5月27日
- 2011年5月17日
- 2012年5月5日
- 2013年5月24日
- 2014年5月13日
- 2015年5月3日
- 2016年5月21日
- 2017年5月10日
- 2018年5月29日
- 2019年5月18日
- 2019年5月7日
- 2023年5月4日
- 2024年5月22日
- 2025年5月12日

## 佛教相關節日
- 佛誕：北傳佛教／漢傳佛教慶祝佛祖誕生，在東亞地區的中國大陸、蒙古、西藏、台灣、香港、澳門、日本、韓國、越南等地，一般訂為農曆四月初八。
- 腊八节：漢地相傳農曆十二月初八這一天是釋迦牟尼在佛陀耶菩提下成道的日子，也稱「法寶節」。